# Dřevěný kostel svatého Bartoloměje (Kopřivnice)
Kostel svatého Bartoloměje byla dřevěná sakrální stavba v Kopřivnici zasvěcená apoštolu Bartoloměji, pocházející z poloviny 16. století. S rozrůstáním obyvatelstva byl kostel nahrazen novým a roku 1897 zcela zbořen. Kostel se nacházel nedaleko fojtství u říčky Kopřivničky v místě dnešního tzv. Starého hřbitova.

## Historie

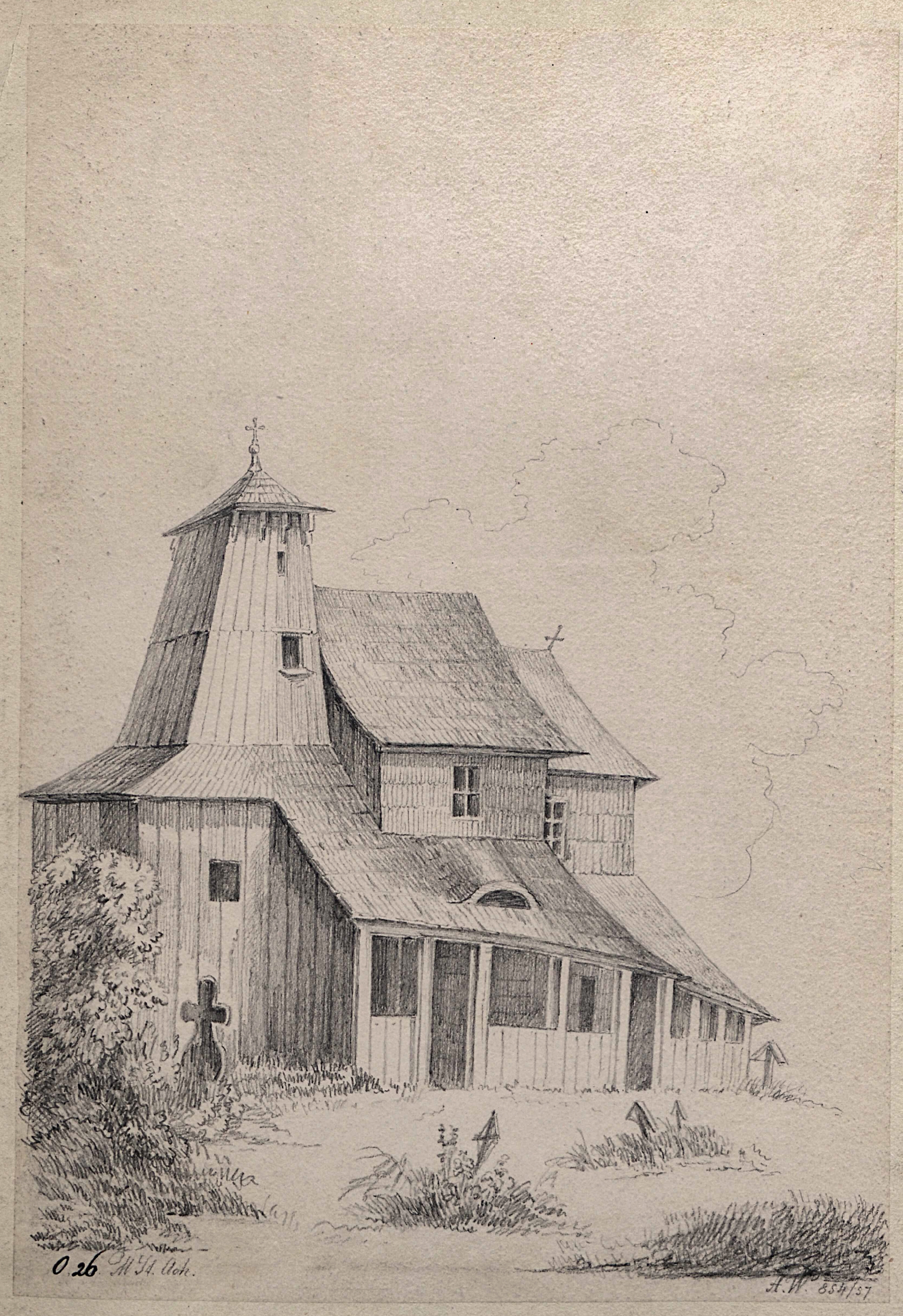
Kresba kostela před zvětšením. Kresba Adolfa Leopolda rytíře z Wolfskronu z roku 1857.

Kostel byl postaven nejspíše kolem poloviny 16. století, soudě podle letopočtu 1565 na oltáři a letopočtu 1567 na zvonu. August Prokop uvádí rok 1530, avšak bez jasného zdroje. První zmínkou o kostele je hned po nápisu na zvonu zřejmě urbář hukvaldského panství z roku 1580, kde je uvedena obecní louka využívaná kostelem. Kostel byl nejspíše od počátku filiální k Frenštátu, tak jak potvrzuje listina olomouckého biskupa Stanislava Pavlovského z roku 1584. První kopřivnický farář Rudolf Vícha kladl vznik kostela až do 13. století na základě srovnání s kostely ve Větřkovicích, Životicích nebo Tiché, který měl obsahovat zvon z roku 1122. Podle něj byla z počátku postavena pouze malá kaple s věžičkou a vysoká věž, stejně široká jako loď, vznikla až s pořízením zvonu roku 1567. V pozdější době měly být obě struktury propojeny, čímž vznikla spojitá stavba. S rozšiřováním obyvatelstva měly být následně doplněny pavlače po stranách lodi, přičemž byly kvůli prosvětlení prostoru pod nimi vyřezány v lodi dvě okna po obou stranách. Dne 5. října 1621 došlo k vydrancování kostela vzbouřenými valašskými povstalci vedenými feudálem Janem Adamem z Víckova. Roku 1763 byl kostel přifařen ke Štramberku na základě biskupského dekretu, důvodem byla kratší vzdálenost do Štramberka. Za císaře Josefa II. prý občané žádali o povolení ke stavbě nového kostela, což jim nebylo povoleno a místo toho bylo nařízeno podezdění severní strany stavby. Roku 1835 nechal fojt Jan Šustala snížit věž, jelikož se kvůli prohnilé konstrukci začala od roku 1827 naklánět. Zároveň byla věž obita deskami, což prý zhoršilo slyšitelnost zvonu. Kvůli odporu ke štramberskému duchovenstvu inicioval roku 1865 Adolf Raška odtržení a zřízení vlastní fary, což se po čtyřech letech skutečně uskutečnilo a prvním farářem byl zvolen již zmíněný Rudolf Vícha. Ke větší rekonstrukci chátrajícího a prostorově nevyhovujícího kostela došlo roku 1871, během čehož byl kostel zvětšen a staré pavlače zbourány. Zakoupeny byly rovněž Boží hrob z Olomouce, oltáře pro Boží tělo, kasule či stříbrná monstrance z Vídně. I přes zvětšení kostela se začalo uvažovat o postavení zcela nového chrámu, pro jehož stavbu založil roku 1881 farář Vícha fond. Nový kostel se začal stavět v dubnu 1893 a k jeho vysvěcení došlo 7. července 1895, den po poslední mši ve starém kostele, který tímto dnem dosloužil. Kostel byl již ve zchátralém stavu a zvažovala se demolice, proti čemuž se v prosinci 1895 jednoznačně vyslovila vídeňská Centrální komise pro památky umělecké a historické (Zentralkommission für Erforschung und Erhaltung Kunst- und Historischen Denkmale) při dotazu konzervátora Franze Rosmaëla a navrhla kostel zachovat jako hřbitovní kapli. I přes to začal být od roku 1896 kostel demolován, přičemž dřevo bylo prodáváno na palivo. Následujícího roku kostel zanikl úplně. Při bourání nebyl nalezen žádný nápis, který by ujasnil dataci kostela. Některé vnitřní vybavení jako oltář, kazatelna, korouhve, dřevěné svícny, jichž se užívalo při konduktě, ornáty a jiné věci byly spáleny a zbytek včetně soch, křížové cesty a starého oltáře byl rozprodán. Staré zvony byly odebrány zvonařem Hilzerem, jehož firma z Vídeňského Nového Města posléze odlila roku 1894 zvony do nového chrámu. Na zboření kostela si při schůzi Centrální komise roku 1899 stěžoval konzervátor Franz Rosmaël, jelikož nebyl o bourání informován a nemohl zajistit cenné památky jako kostelní oltář. Část prodaného vybavení kostela se opět octla pohromadě roku 1923 při sokolské výstavě v dívčí měšťanské škole. Okolní hřbitov postupně zanikl a byl změněn na park v polovině 80. let 20. století.

### Legenda o založení
Kopřivnický kronikář Petr Kuchař zaznamenal ve své Knize rozličných památností legendu o založení kostela: Tolik jenom se ví z ústního podání, že vybudován byl od pánů ze Šostýna. Pán ze Šostýna prý procházel se na tom místě, kde kostel stojí a v tom prý náň učinil útok přehrozný had, však ušel šťastně nebezpečí tomu. Tak na poděkování Pánu Bohu nechal vystavěti tento kostelík ke cti sv. Bartoloměji, protože to bylo v den sv. Bartoloměje. Pán ten, který na tom Šostýnu bydlil, jmenoval se Jindřich Šanštain, odkudž tento kopec jména svého nabyl – Šostýn. Tichánek potvrzuje, že zakladatelem hradu Šostýna je vskutku Jindřich ze Schornsteina z rodu Hückeswagenů, kostel však nepochází z 13. století a nic nenasvědčuje existenci předešlého kostela. Archeologický výzkum v místě kostela nebyl do roku 2008 proveden.

## Stavba
Orientovaná stavba kostela měla trojstranně zakončený presbytář s valbovou střechou, ke kterému ze severní strany přiléhala sakristie. Na presbytář navazovala širší a vyšší loď se sedlovou střechou, z níž na západě čněla čtyřboká věž zvonice. Hlavní vstup do kostela se nacházel na jižní straně lodi, po rozšíření kostela se posunul a navíc vznikl další vchod na západní straně. Po bocích kostela a kolem presbytáře probíhal ještě ochoz. Střecha včetně vnějších stěn byla pokryta šindelem. Interiér kostela byl prosvětlen několika okny na obou stranách, k roku 1833 měl však kostel pouze 4 okna – dvě vpravo, jedno vlevo a jedno nad oltářem. Na severní straně zvonice se nacházely schody vedoucí ke zvonům a na kúr. Kostel měřil po prodloužení na délku 9 sáhů (17 m), před prodloužením 8 sáhů (15 m), na šířku 4 sáhy (7,5 m), výška věže byla po zkrácení 8 sáhů (15 m).

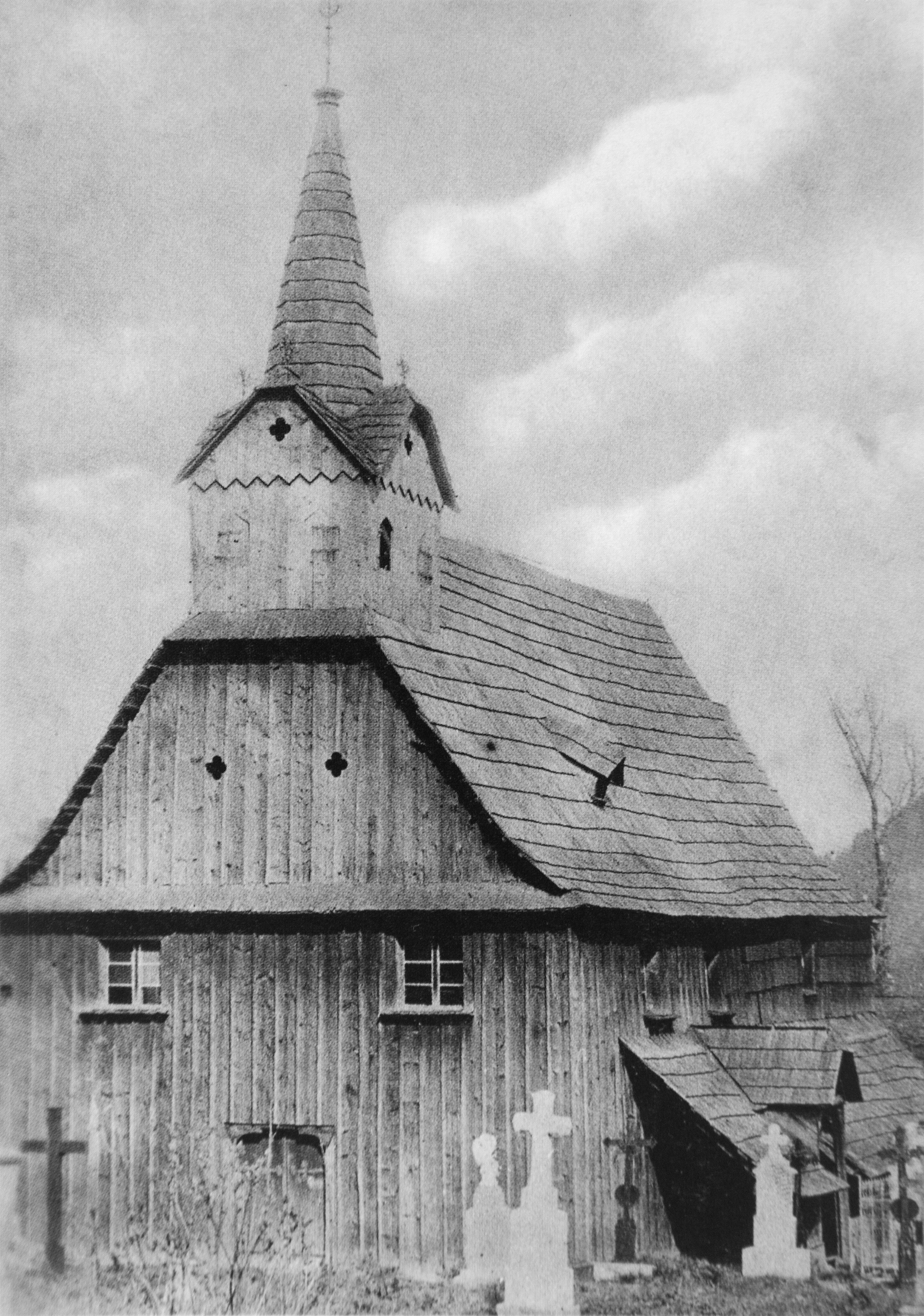
Pohled ze západu
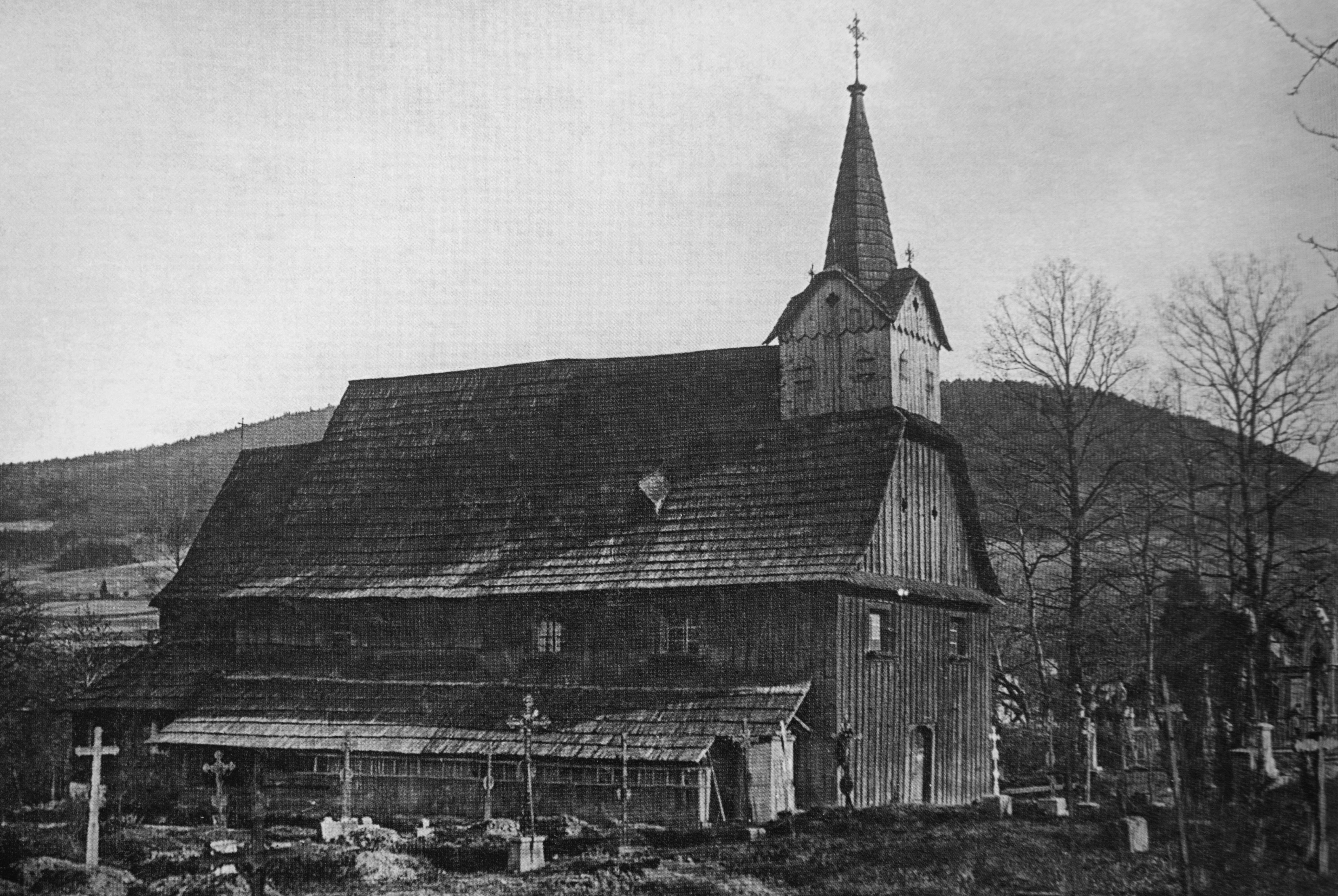
Pohled ze severu
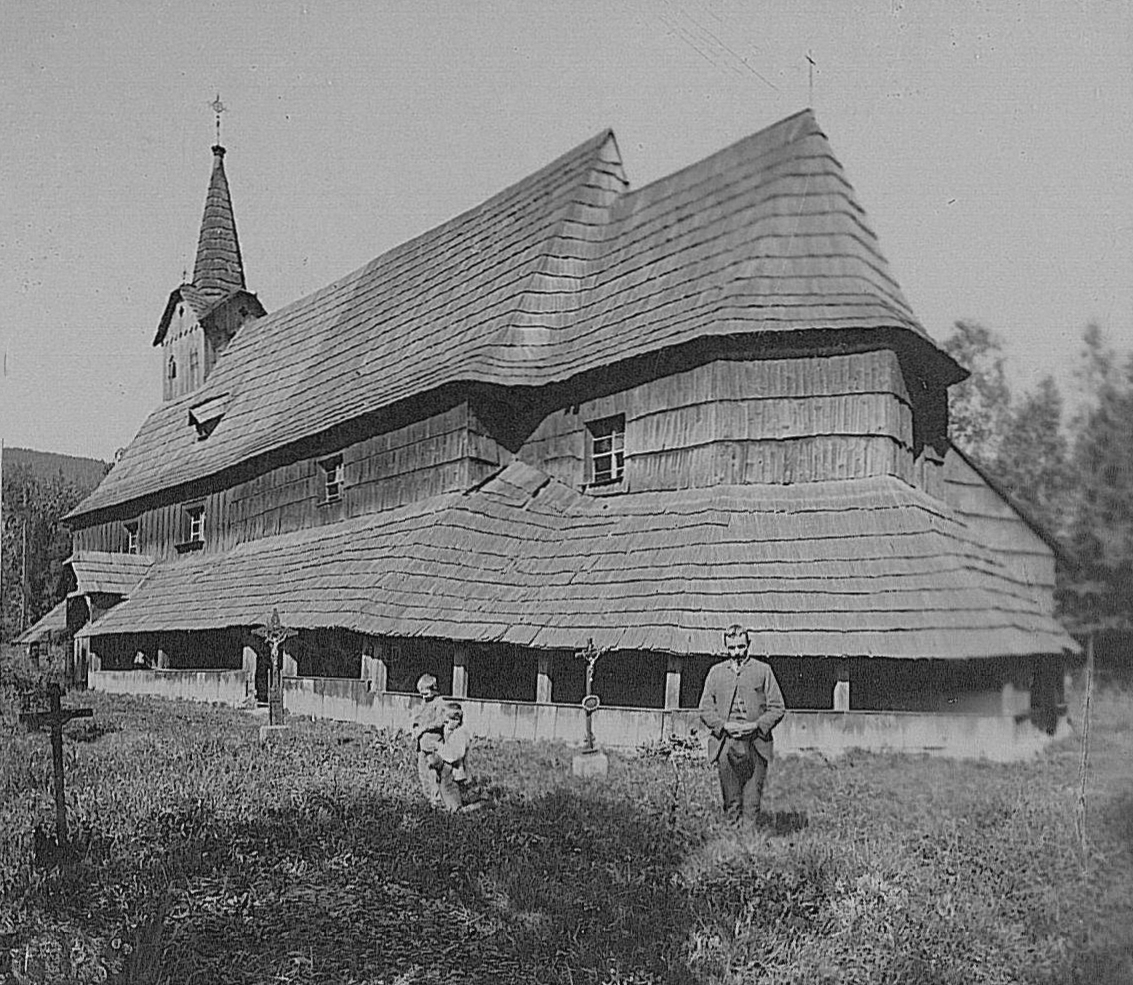
Pohled z jihovýchodu
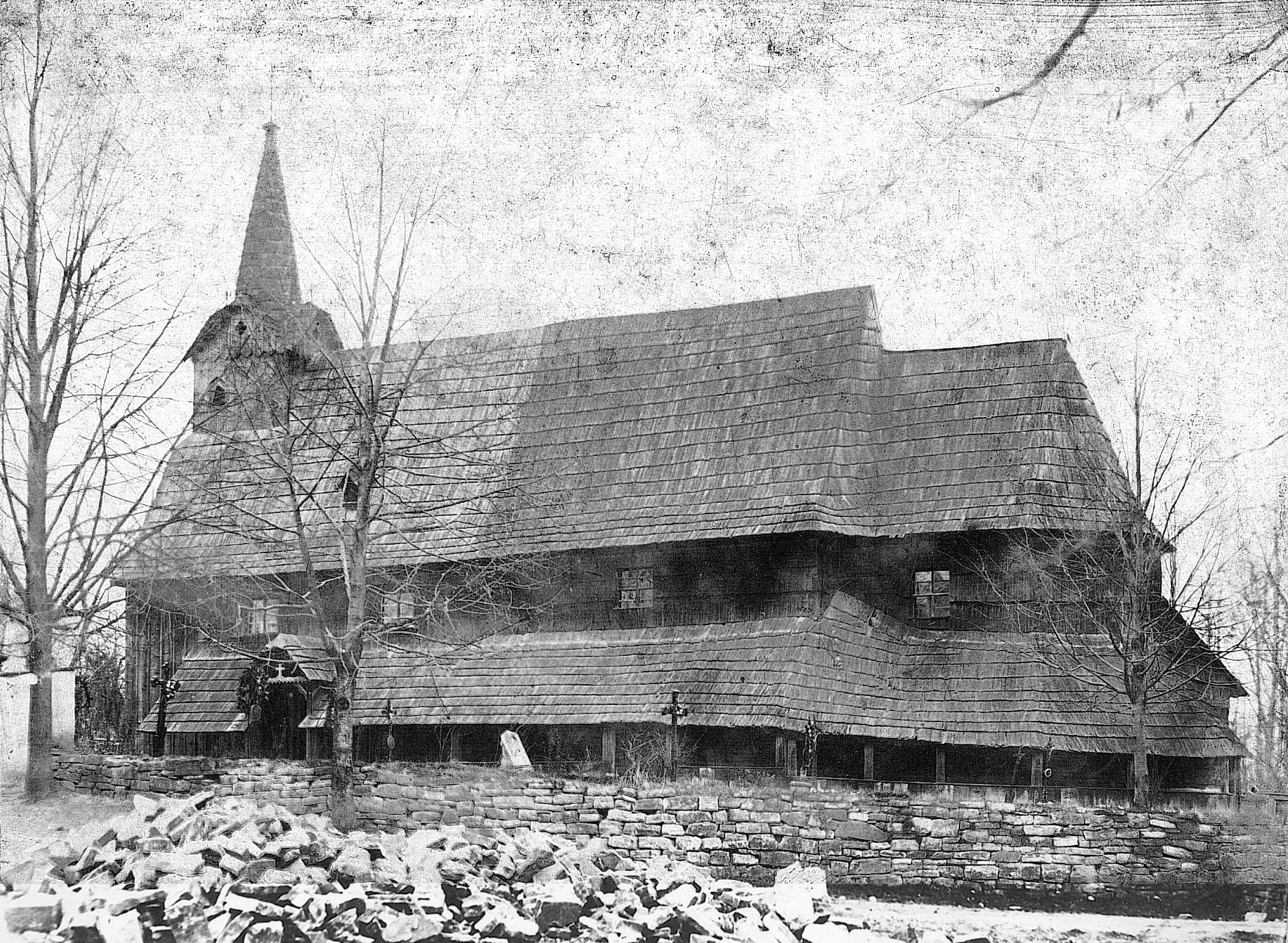
Pohled z jihu
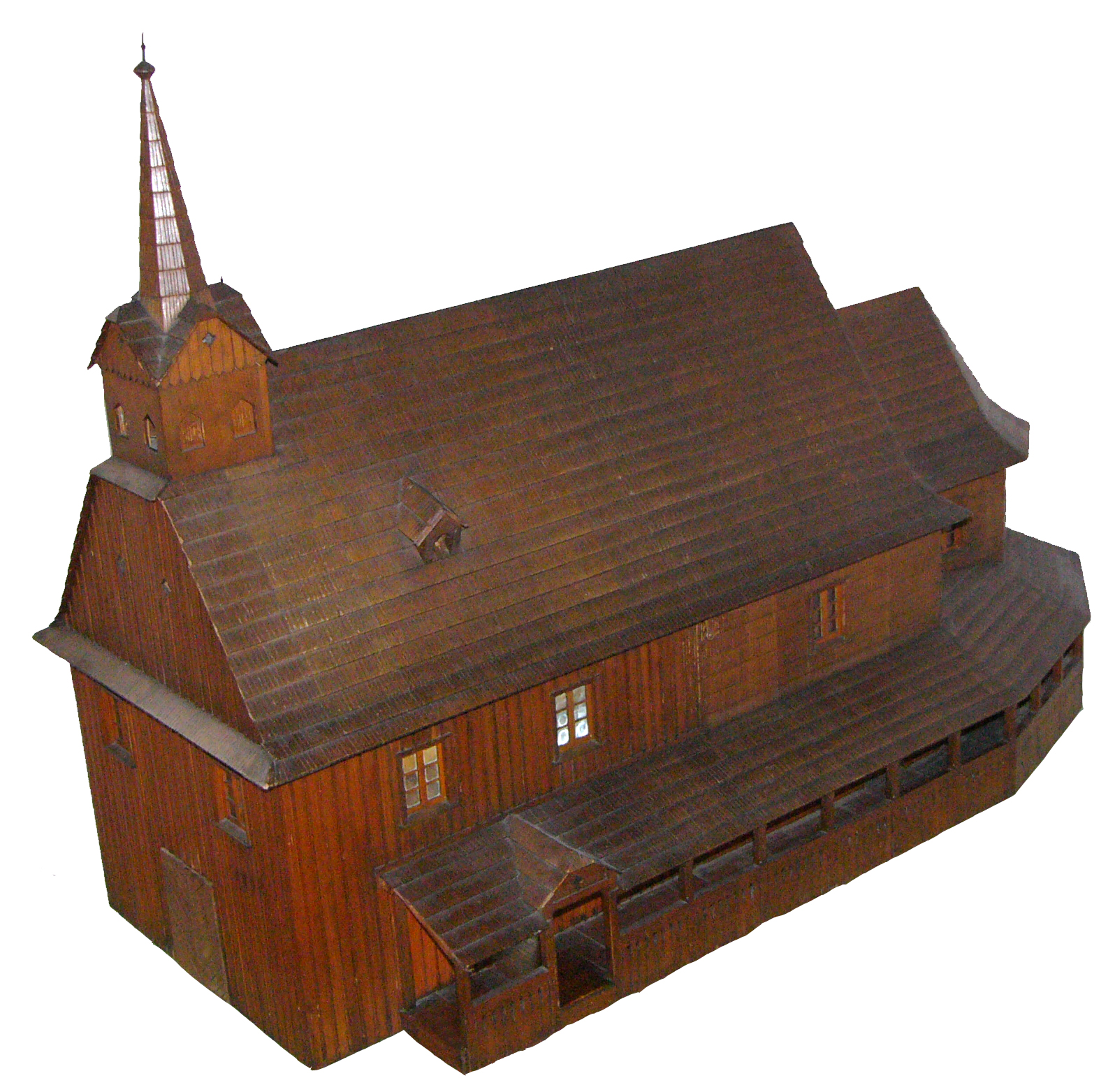
Model kopřivnického kostela
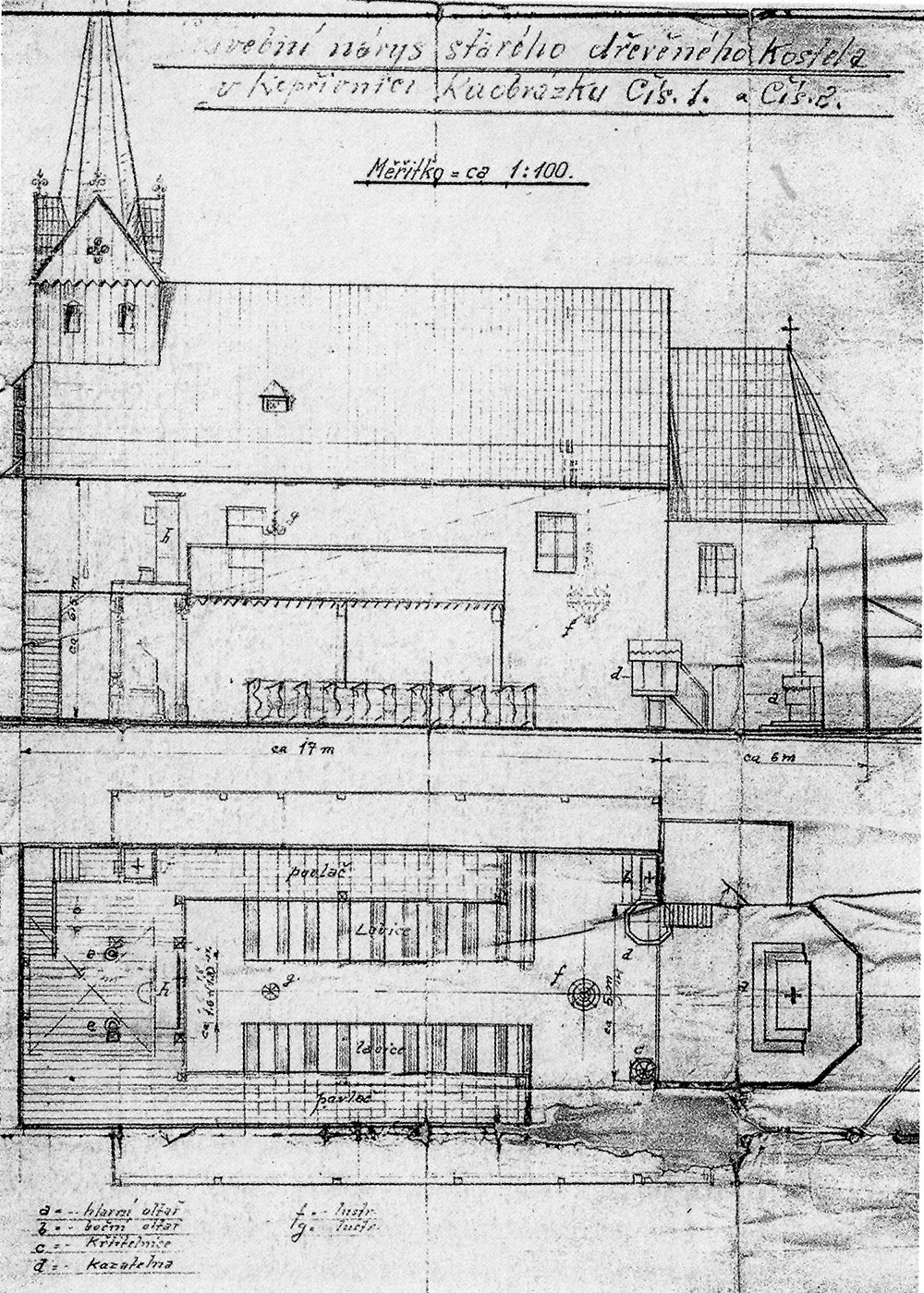
Zachycení bokorysu a půdorysu kostela
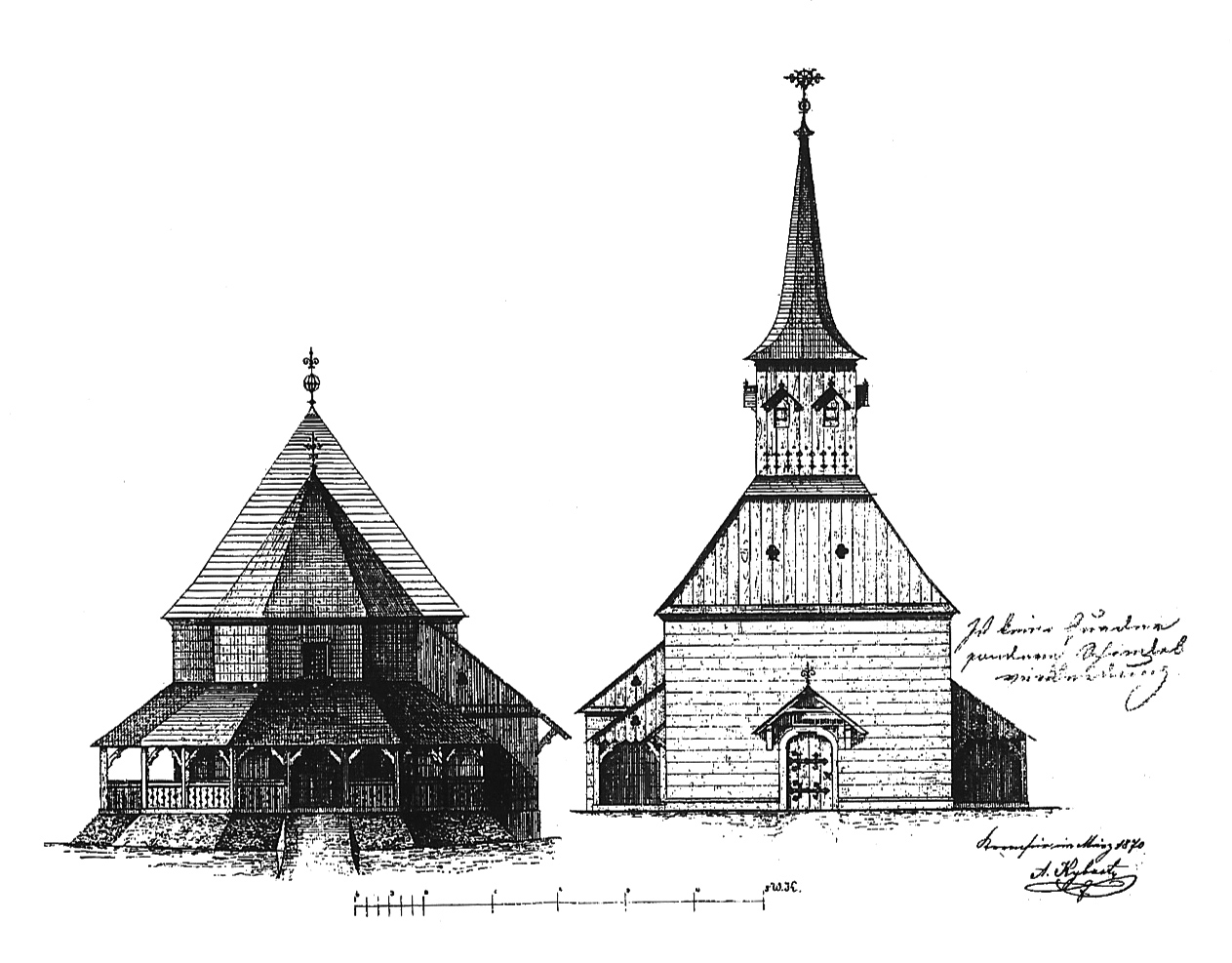
Zachycení čelních stran kostela

### Materiál
Konstrukce kostela byla z jedlového dřeva, které prý pocházelo z míst, kde se křížila Medarská cesta s cestou na hrad Šostýn, kde býval kdysi hustý les a později pozemek zemana Josefa Rašky (přibližně v místech dnešního Středního odborného učiliště).

### Interiér a vybavení

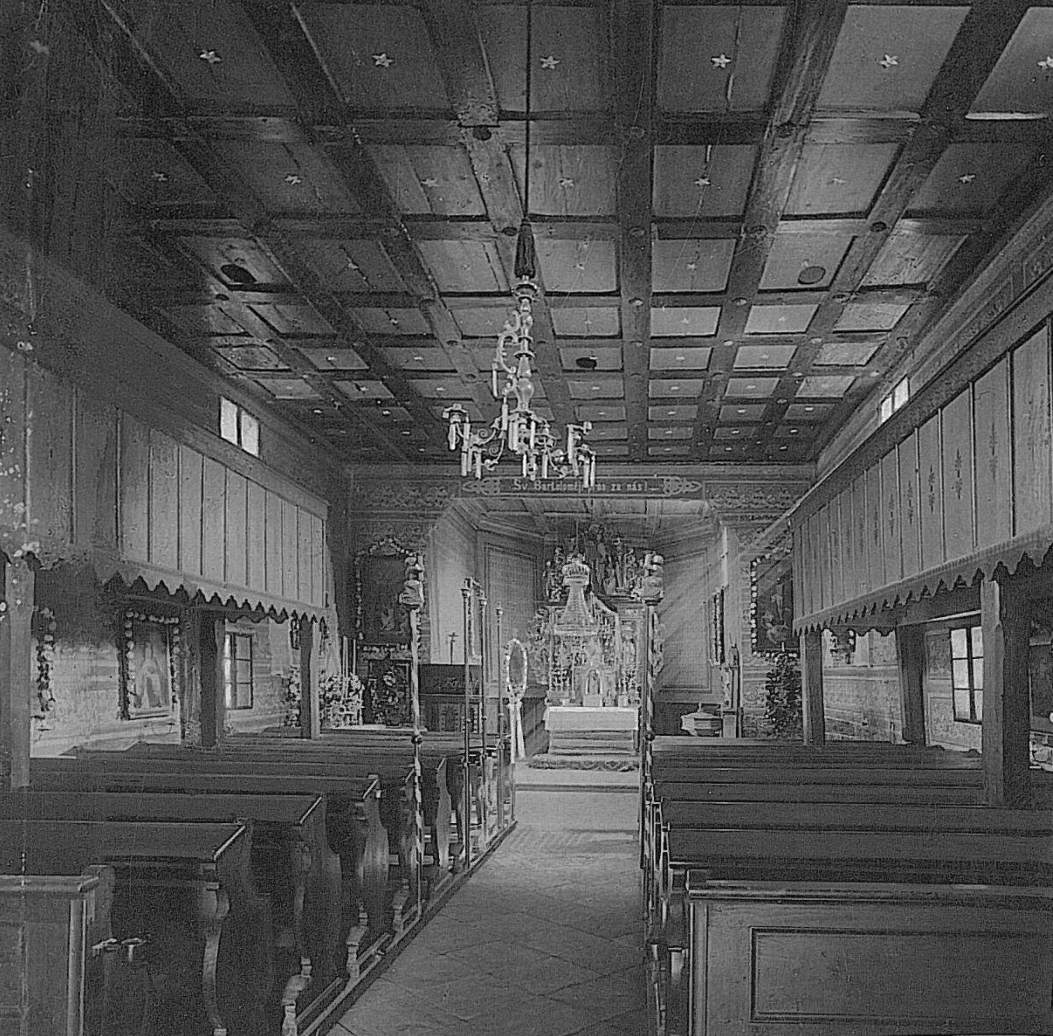
Interiér kostela

Vnitřek kostela byl obložen nalepeným plátnem, na kterém byly klihovou barvou namalovány biblické a církevní scény. Po stržení pavlačí byly objeveny pásy maleb, které obsahovaly scény (ve směru od dveří) Adama a Evy a anděla s mečem (pouze fragmenty poprsí, Adam s knírem, Eva si zakrývá oči), pastýře v ovčím rouně, stádo ovcí, pahorky a lučiny či obnažený hřbet muže s vytasenou rukou. Podle pamětníků měla být na stěně u kazatelny také scéna ďábla jak na trakaři veze bábu a druhý ji kopáčem táhne. Na pravé zdi se prý ještě nacházel „celý výbor obce kopřivnické, pod nímž se kaplička snad stavěla nebo malovala“, vyobrazen ve valašských krojích. Na povale (nejspíše na stropě) měl být zobrazen navíc boží soud. Podle Víchy poškodila stavba pavlačů plátna natolik, že je asi roku 1830 zatřeli vápnem (fragmenty plátna se údajně nachází v Muzeu Fojtství). Dlažba kostela byla cihlová, později však nahrazena kamenem.

#### Vybavení
Podle inventáře z roku 1670 v děkanské matrice Velkého Meziříčí se v kostele nacházel starý oltář, stříbrný kalich a ve věži tři zvony. Podle zprávy z roku 1833 se v kostele nacházely již nepoužitelné lavice, sešlý oltář s obrazem sv. Bartoloměje (údajně bez podpisu), pozlacený kalich, stříbrná patena, zánovní mosazná lampa, měděná kadidelnice a loďka, měděná nádoba na svěcenou vodu, pár cínových mešních konviček s táckem. Gregor Wolný roku 1861 uvádí pouze oltář, stříbrný kalich a malou zlacenou monstranci věžového typu. Nad vítězným obloukem, na jednom z překladů měl prý ještě ve 20. letech 19. století být krucifix se sochami Marie a Josefa, který byl odstraněn během nedávné opravy. Uvnitř kostela se nacházely pavlače, kúr, dvě řady lavic, cyklus obrazů, dřevěná kazatelna a hlavní oltář sv. Bartoloměje z 16. století se zlacenými dřevořezbami. Součástí vybavení měla být i dřevěná monstrance, která však nebyla na popud arcibiskupa nalezena. Součástí souboru obrazů zavěšených v kostele byla křížová cesta, která byla po rozšíření kostela roku 1871 zavěšena v sobotě. Na kúru se nacházely ještě varhany vyrobené roku 1850 varhanistou Janem Neusserem z Nového Jičína, po zrušení kostela byly prodány za 90 zlatých do tehdy nové kaple v Mniším. Této kapli daroval Adolf Raška také skleněný lustr. Z původního vybavení byly do nového kopřivnického kostela přeprodány socha Panny Marie, obraz růžencové Marie (visel nad kazatelnou na vítězném oblouku), obraz Josefa s dítětem (visel na druhé straně oblouku) a obraz Cyrila s Metodějem. Obrazy Panny Marie růžencové a Josefa byly v letech 2000–2001 restaurovány a visí po stranách oltáře v novém kostele. Roku 1899 informovala Olomoucká konzistoř, že socha sv. Bartoloměje s dvěma anděly byla přenesena do farního kostela ve Vlčovicích, dále, že při pokusu přemístit hlavní oltář se ten rozpadl a nebylo jej možné nadále opravit. Z kostelního majetku se dochovaly ještě zmíněný oltář a pozdně gotická mosazná monstrance věžového typu z konce 15. století s pozlaceným povrchem, dále podstavec ve tvaru tetralobu zdobený rytými květy a rokokový relikviář s autentikou z roku 1783.

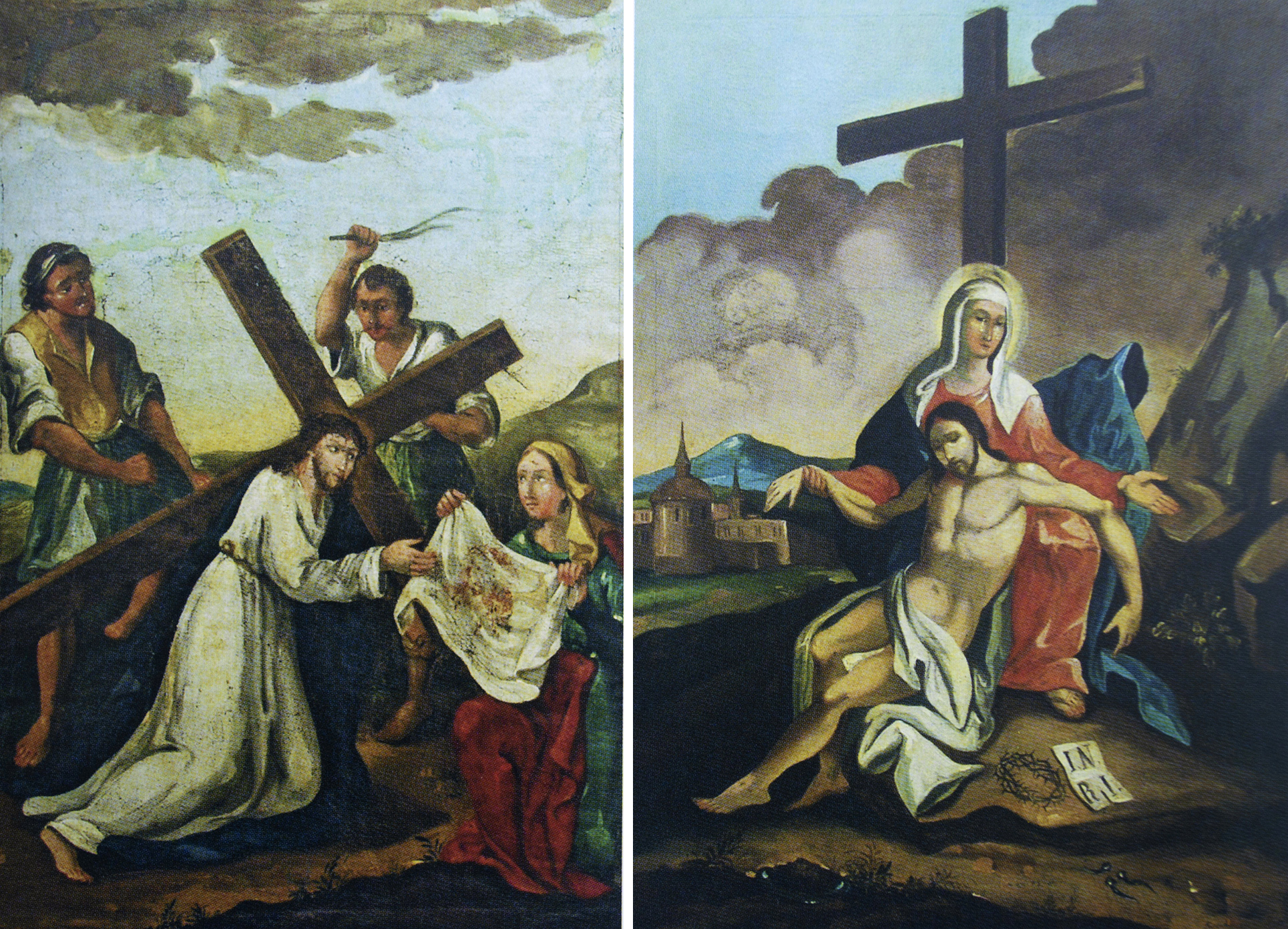
Dva z obrazů křížové cesty

##### Deskový oltář
V kostele byl umístěn dosud zachovalý triptych z roku 1565, který se před zbouráním kostela dostal do sbírek Františkova muzea v Brně, o čemž roku 1892 informoval Centrální komisi Mořic Vilém Trapp. Následně bylo umístění oltáře zapomenuto a k jeho opětovnému objevení došlo roku 1993 v Moravské galerii (inv. č. A 178) díky pátrání manželů Sedlmaierových z Augsburku. Posléze byl oltář v březnu 1995 dovezen Jiřím Tichánkem, tehdy ředitelem Muzea Fojtství, s pomocí pátera Zehnala do Kopřivnice, které byl dlouhodobě zapůjčen. Oltář byl součástí výstavy ke stému výročí posvěcení kostela v Muzeu Fojtství. Roku 1998 restaurovala oltář ak. mal. Magdalena Černá, po čemž byl oltář 30. srpna slavnostně odhalen v kopřivnickém kostele. Posléze byl oltář stálou součástí expozice v Muzeu Fojtství, nyní[kdy?] je však vystaven ve skleněné vitríně v kostele. Jedná se o rozkládací deskový oltář s celkovými rozměry 219 cm na 152 cm, který sloužil jako hlavní oltář, od roku 1781 jako boční oltář. Štít oltáře, predella a mensa se nedochovaly. Na deskách z lipového dřeva je temperou namalováno celkem sedm scén, na středové desce je mezi architekturou vyobrazen sv. Bartoloměj s nožem, nad ním se nachází páska s nápisem v minuskuli: Mathias Pictor, Sanctus bartolomeus: Anno domini 1565 (Svatý Bartoloměj, malíř Matyáš, léta páně 1565). Na levém křídle jsou z vnitřní strany dvě scény – nahoře Zvěstování s archandělem Gabrielem, držícím hůl obtočenou páskou s nápisem Angelus domini (anděl Páně), a Marií (alternativně jde o archanděly Michaela a Gabriela), vespod je scéna Narození Páně s Pannou Marií, Ježíškem a Josefem (pravá část levého křídla je poškozena, předpokládá se, že jde právě o Josefa). Na rubové straně levého křídla je apoštol Jan s kalichem a hadem. Na pravém křídle jsou z vnitřní strany další dvě scény – nahoře Ukřižování s Kristem na kříži s Marií Magdalenou a Marií Egyptskou stojícími po bocích, vespod jsou svatý Petr s knihou a klíčem a svatý Pavel s mečem. Na rubové straně je pak vyobrazen svatý Filip s knihou a listovitým křížem, alternativně jde o Bruna Kolínského. Na zadní straně střední desky byly přečteny fragmenty nápisů psané rudkou: Leta panie 1568. In ssnt Johanis maria dczit, dále Ano domini |1572 |wssemohoiczi wieczny Boze prosym twey bys wyslissy.. |raczi.....nam....... |nyetk.na.racz k sobie przecz.... |zadam yak slepyca |kurzatka przihromade pod krzidla swa. Způsob malby je velmi primitivní, náměty jsou vykresleny černými tahy a plochy jsou vybarveny bílou, modrou, zelenou či různými hnědočervenými barvami.

## Zvony
Kostelní věž obsahovala celkem tři zvony, jeden z nich sanktusový o váze 28 liber (ca 14,5 kg), další zvony byly podle zprávy z roku 1833 u sakristie a u oltáře. Největší ze zvonů byl z roku 1567 a podle nápisu byl ulit v Opavě a zasvěcen sv. Václavovi. Na krku měl erb českého lva, na druhé straně tři lilie a vážil 10 centů (ca 617 kg). Výrobcem zvonu byl nejspíše opavský konvář Albrecht Stainer, který vyrobil například zvony v kostelích v Hrabyni či Drahotuších. Při horním okraji měl zvon latinský nápis VERBVM + DOMINI + MANET + INAETERNVM + INRI + 1567 (Slovo Páně trvá na věky INRI 1567), u dolního okraje pak ZABARTO + FOGTA + APVR + YANA WELCZO + GVRECZKA + GEDNATEL + TOHO + SLIT + IEST (možný přepis: Slit za fojta Bartoloměje a purkmistra Jana Velčovského, Jurečka toho jednatelem). Gregor Wolný oproti tomu roku 1861 píše, že ve věži byly dva zvony z roku 1567 a vážící 10 centů, další vážící 2 centy.
Další střední zvon z roku 1738 byl zasvěcen sv. Bartoloměji a ulit v Opavě u Františka Stankeho za místního fojta Jiřího Kubíka, otce Matěje Plichty, za příborského děkana Jana Pekárka a frenštátského faráře Jiřího Geislera. Zvon vážil 6 centů (ca 370 kg). Na krku měl rytiny Bartoloměje a na druhé straně Panny Marie. Pod rytinou stál nápis SVATIBATOLOMGEGI ORODVGZANAS (Svatý Bartoloměji, oroduj za nás), a zcela vespod nápis Franciskus Stanke in Troppau hat mich gegossen (František Stanke mě v Opavě slil). Mezi rytinami se nacházely nápisy, na jedné straně:
ZA PANA GIRZIKA
KOBIKA FOGTA
A MATIEGE PLICHTV
KOSTELNIKA KOPRZIVNICZKEHO

na druhé straně:
TENTO ZVON GEST LETI LETA
PANIE 1738 ZA VELEBNEHO PANA YANA
PEKARKA DIEKANA PRZIBORSKEHO
A ZA HODNIEHO PANA GIRSIKA GEISLERA
FARARZA FRENSTATCZKEHO

## Okolí kostela
Kolem kostela se nacházela zeď a hřbitov, ze kterého nyní[kdy?] zbyly pouze hrobka Ignáce Šustaly, hrob rodiny Rašků, dva napoleonské kříže a opukový kříž Ignáce Šustaly (nyní[kdy?] v Muzeu Fojtství). Nyní[kdy?] je ze starého hřbitova park, který je obehnán zdí.

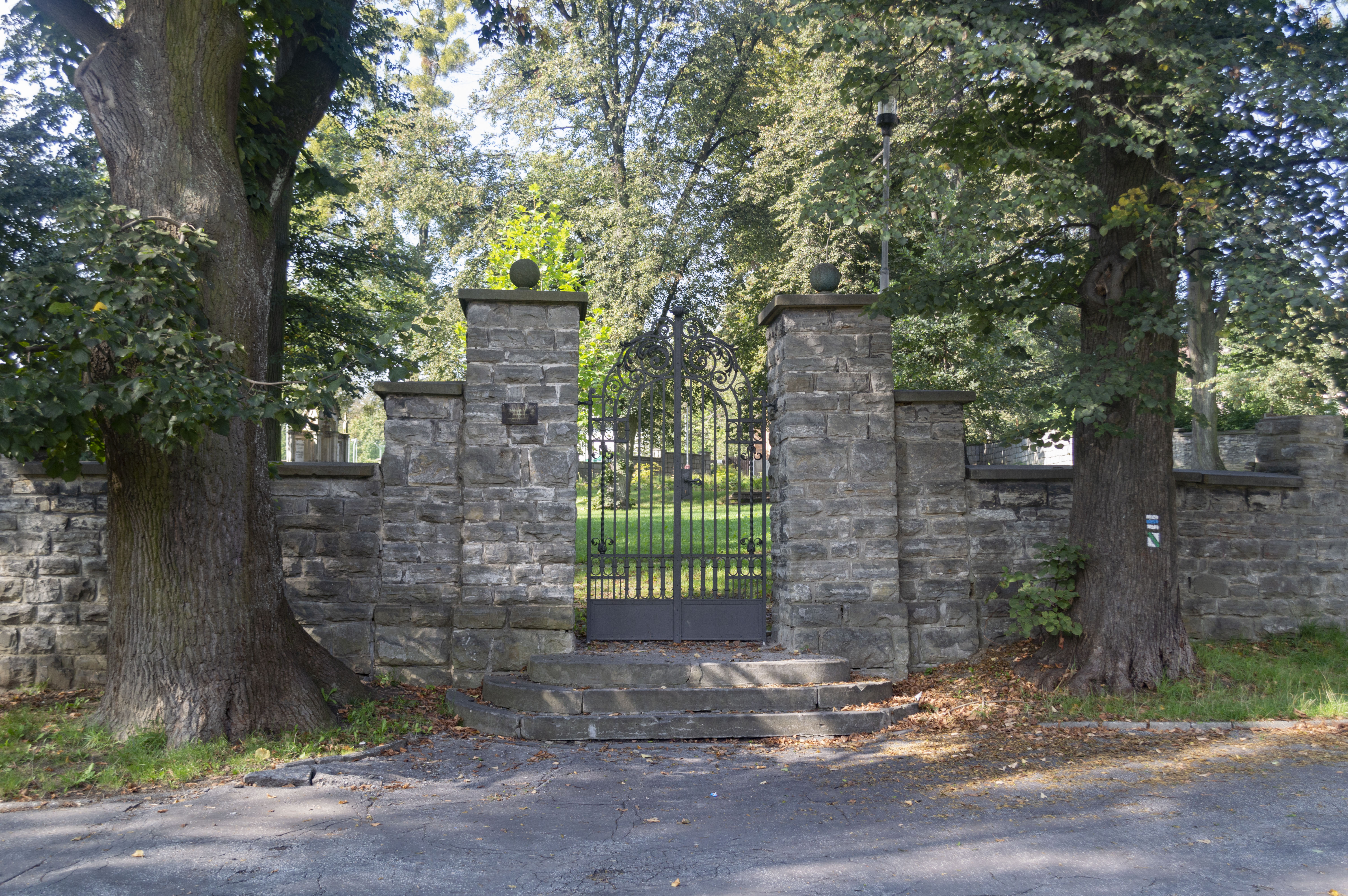
Brána parku
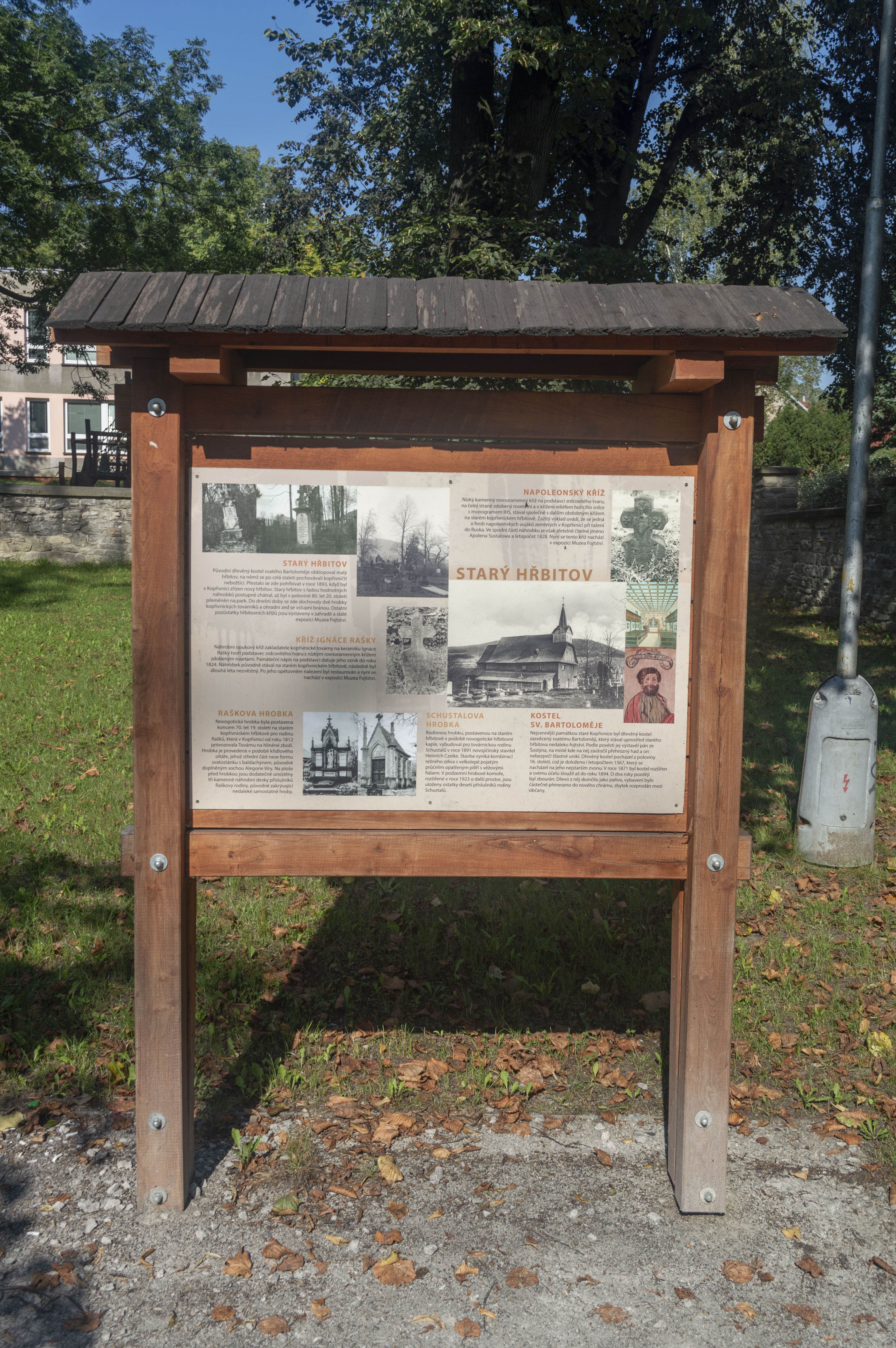
Informační cedule v parku
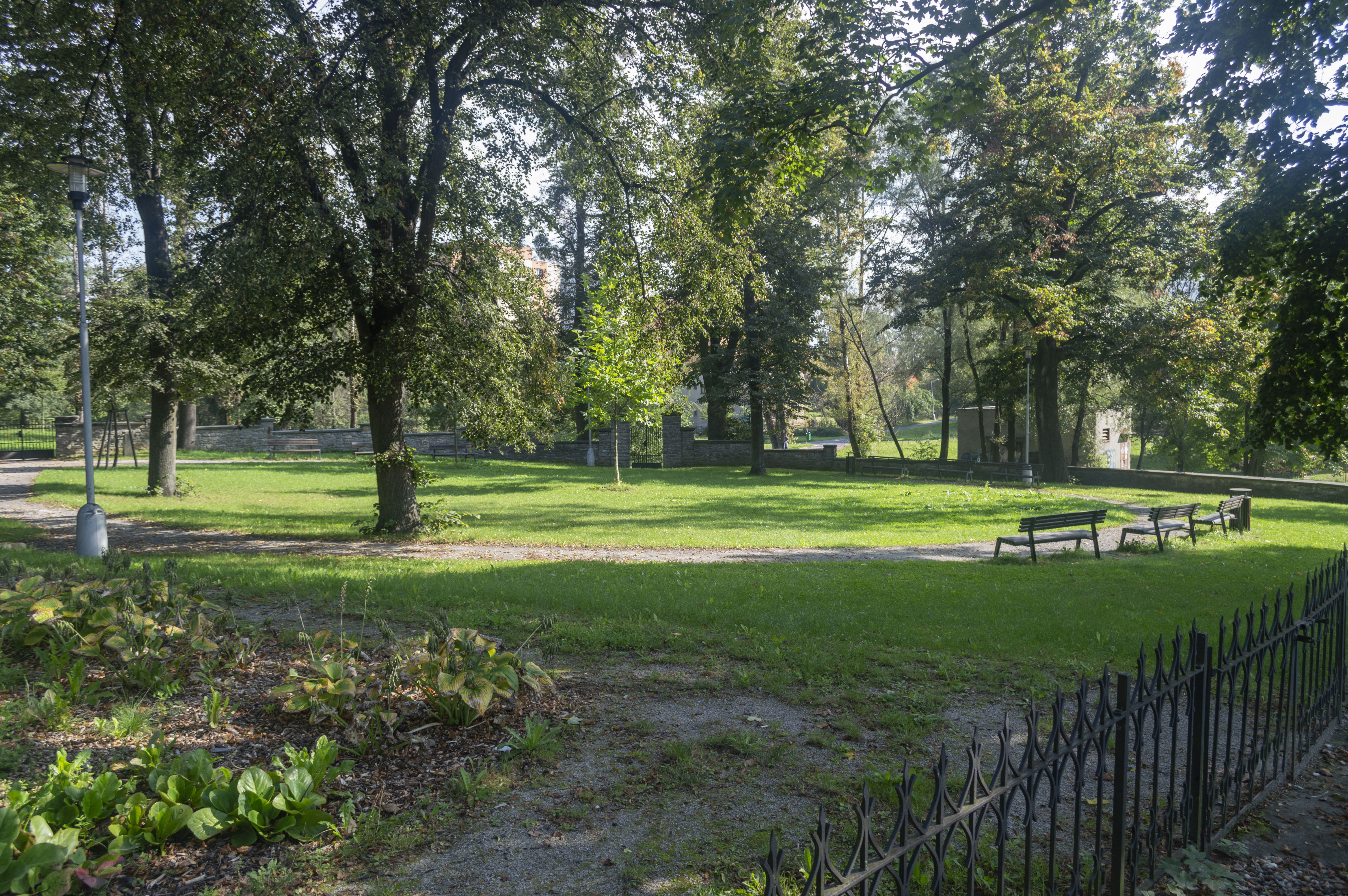
Pohled do parku
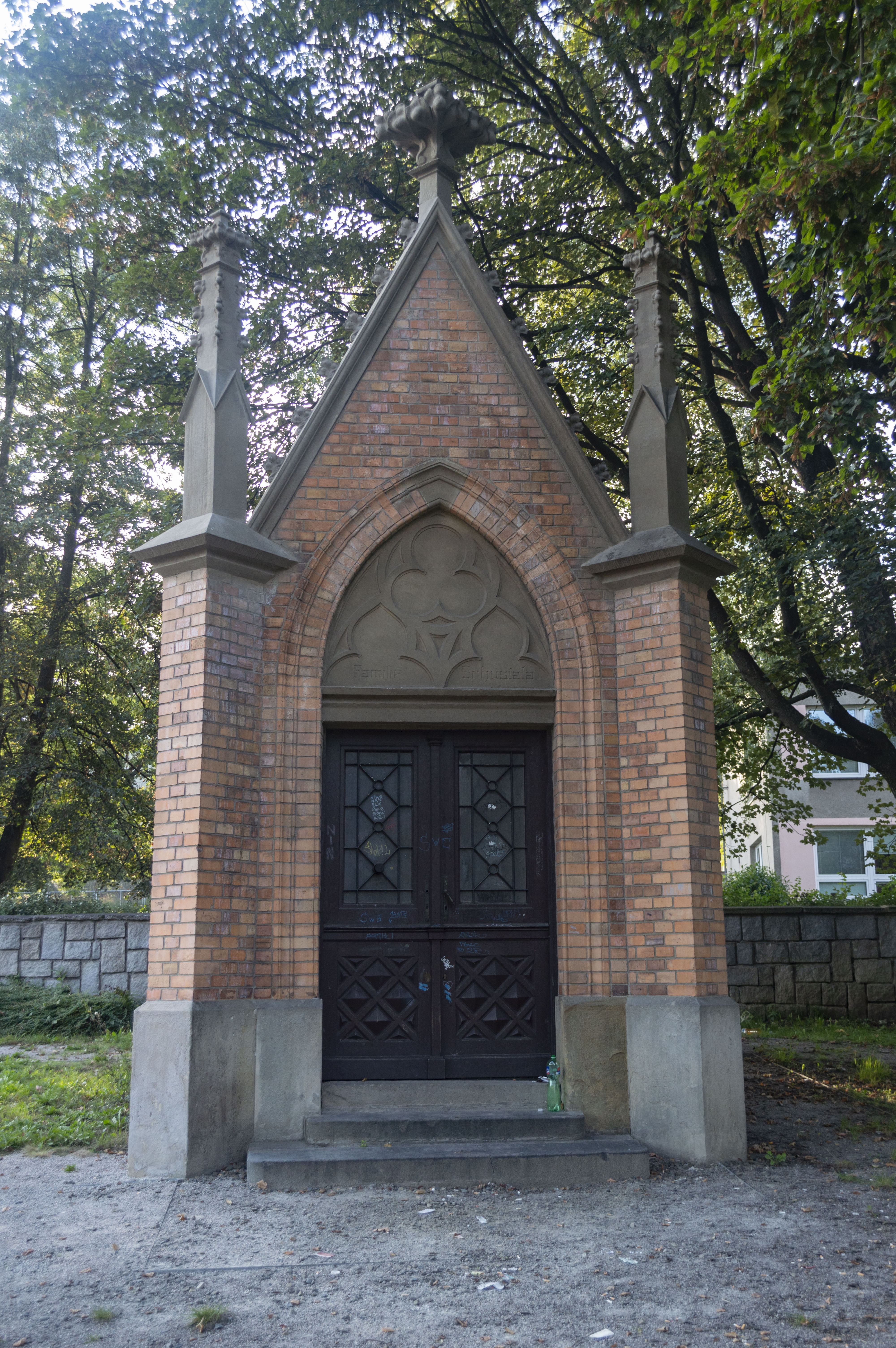
Hrobka rodiny Šustalů
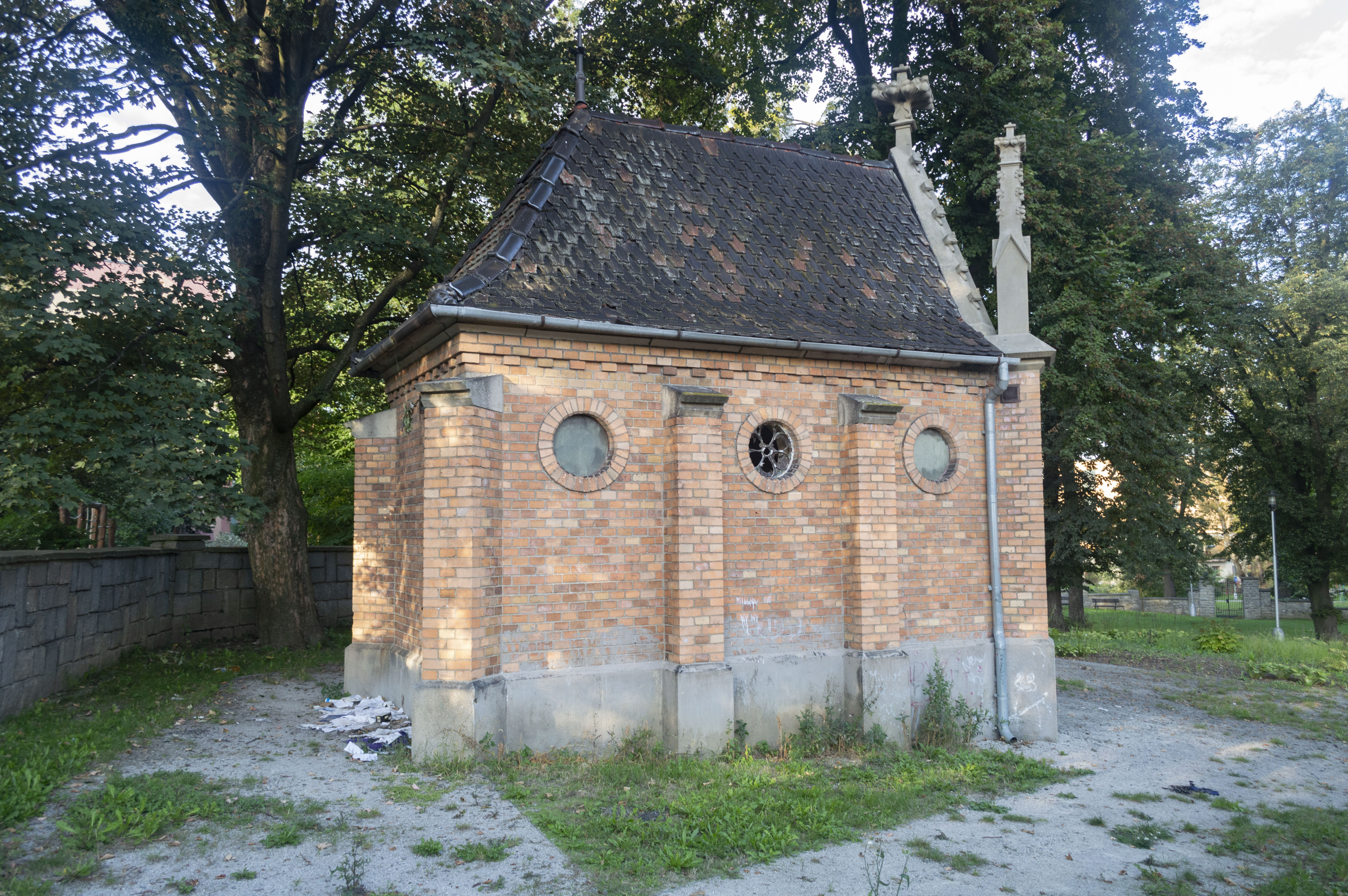
Hrobka rodiny Šustalů z jihu
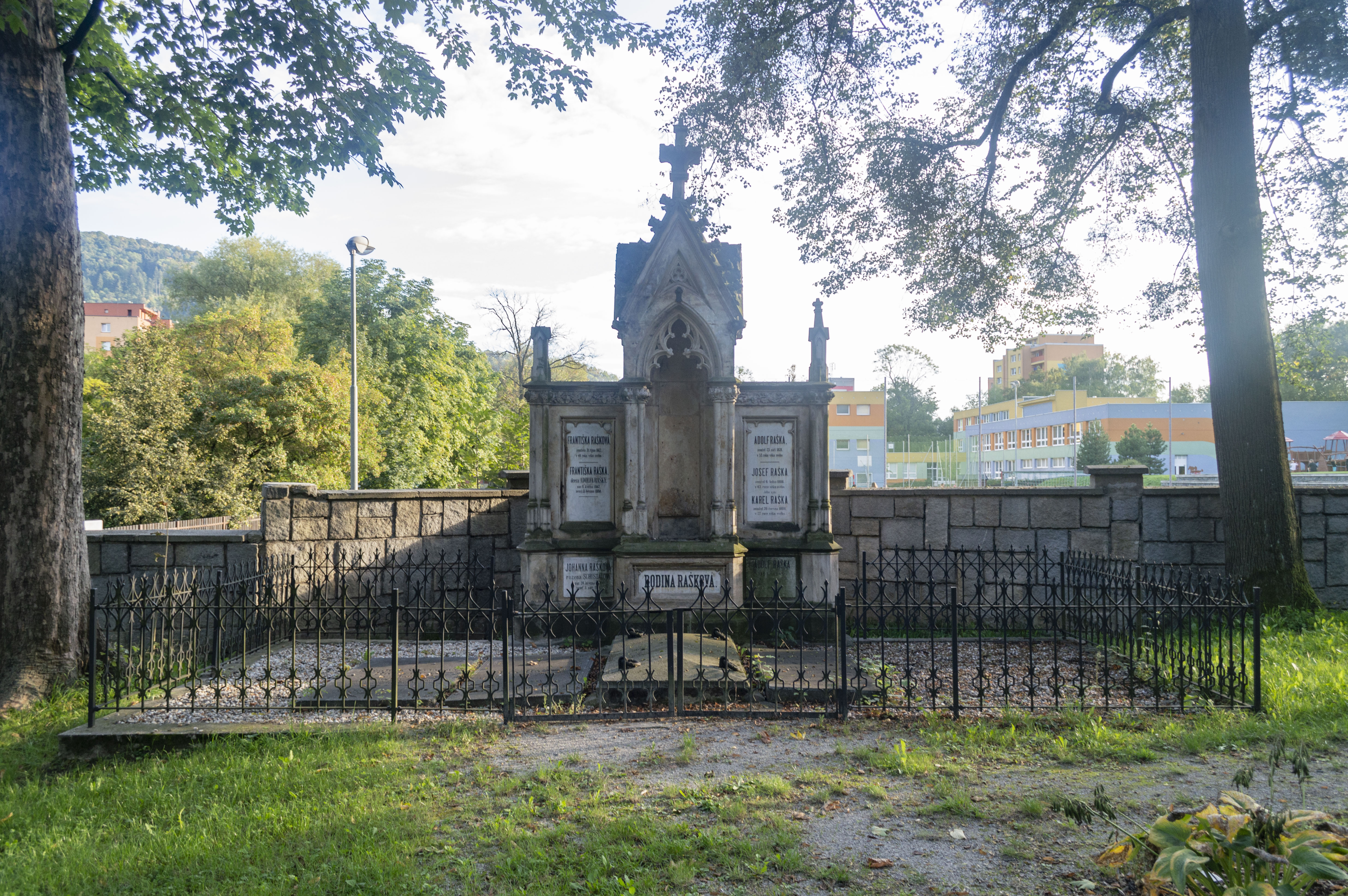
Hrob rodiny Rašků